# Aardhooiwagens
Aardhooiwagens (Nemastomatidae) zijn een familie van hooiwagens die 16 hedendaagse geslachten omvat en 197 soorten. Er zijn daarnaast meerdere fossiele soorten en geslachten bekend.
In tegenstelling tot sommige andere families zijn de Nemastomatidae monofyletisch.

## Naam
De soortnaam Nemastoma is een porte-manteauwoord van het Griekse nema "draad" en stoma "mond", verwijzend naar de lange pedipalpen die deze dieren hebben.

## Beschrijving
Aardhooiwagens variëren in afmetingen van een tot zes millimeter. Hun chelicerae hebben normale afmetingen, maar de pedipalpen zijn bij sommige groepen sterk verlengd en dun. De pootlengte is ook nogal variabel.

## Verspreiding
De onderfamilie Ortholasmatinae komt voor aan beide zijden van de Grote Oceaan: in westelijk Noord-Amerika van Mexico tot Brits-Columbia en in oostelijk Azië (Japan en noord-Thailand.
De andere onderfamilie, Nemastomatinae, komt voor in heel Europa tot aan IJsland en de Kaukasus, in het Atlasgebergte in Noord-Afrika, van Anatolië tot noord-Iran, en een paar soorten komen ook voor in de Himalaya en Centraal-Azië.

## Verwantschap
Mogelijk zijn de Nemastomatidae verwant aan de families Dicranolasmatidae en Trogulidae (Kaphooiwagens).

## Soorten

### OnderfamilieNemastomatinae
- Acromitostoma Roewer, 1951
  - Acromitostoma hispanum (Roewer, 1917) — Spanje
  - Acromitostoma rhinoceros (Roewer, 1919) — Spanje, Marokko
- Burnia Prieto, 2021
  - Burnia sexmucronata (Simon, 1911) — Spanje
  - Burnia spelaea Prieto, 2021— Spanje
- Carinostoma Kratochvíl, 1958
  - Carinostoma carinatum (Roewer, 1914) — Zuidoost-Europa
  - Carinostoma elegans (Sørensen, 1894) — Zuidoost-Europa
  - Carinostoma ornatum (Hadzi, 1940) — Zuidoost-Europa
- Caucnemastoma Martens, 2006
  - Caucnemastoma golovatchi Martens, 2006 — Rusland
  - Caucnemastoma martensi Snegovaya, 2011 — Rusland
- Centetostoma Kratochvíl, 1958
  - Centetostoma centetes (Simon, 1881) — Frankrijk (Alpen)
  - Centetostoma juberthiei Martens, 2011 — Frankrijk/Spanje (Pyreneeën)
  - Centetostoma scabriculum (Simon, 1879) — Frankrijk/Spanje (Pyreneeën)
  - Centetostoma ventalloi (Mello-Leitao, 1936) — Frankrijk/Spanje (Pyreneeën)
- Giljarovia Kratochvíl, 1958
  - Giljarovia crimeana Tchemeris & Kovblyuk, 2012—  Oekraïne
  - Giljarovia kratochvili Snegovaya, 2011 — Rusland
  - Giljarovia redikorzevi Charitonov, 1946 — Georgië
  - Giljarovia rossica Kratochvíl, 1958 — Rusland
  - Giljarovia stridula  (Kratochvíl, 1958) — Rusland
  - Giljarovia tenebricosa (Redikortsev, 1936) — Georgië, Azerbeidzjan, Turkije
  - Giljarovia thoracocornuta Martens, 2006 — Rusland
  - Giljarovia triangula Martens, 2006 — Rusland, Georgië
  - Giljarovia trianguloides Martens, 2006 — Rusland
  - Giljarovia turcica Gruber, 1976 — Turkije
  - Giljarovia vestita Martens, 2006 — Rusland, Georgië
- Hadzinia Šilhavý, 1966
  - Hadzinia ferrani Novak & Kozel, 2014 — Slovenië
  - Hadzinia karamani (Hadzi, 1940) – Bosnia & Herzegovina, Croatia
- Histricostoma Kratochvíl, 1958
  - Histricostoma anatolicum (Roewer, 1962) — Turkije
  - Histricostoma argenteolunulatum (Canestrini, 1875) — Frankrijk (Corsica), Italië
  - Histricostoma caucasicum (Redikorzev, 1936) — Rusland
  - Histricostoma creticum (Roewer, 1928) — Griekenland
  - Histricostoma dentipalpe (Ausserer, 1867) — Centraal-Europa
  - Histricostoma drenskii Kratochvíl, 1958 — Bulgarije
  - Histricostoma gruberi Snegovaya & Marusik, 2012 — Turkije
  - Histricostoma mitovi Snegovaya & Marusik, 2012 — Turkije
- Mediostoma Kratochvíl, 1958
  - Mediostoma armatum Martens, 2006 – Iran
  - Mediostoma ceratocephalum Gruber, 1976 — Turkije
  - Mediostoma cypricum (Roewer, 1951) — Griekenland/Turkije
  - Mediostoma globuliferum (L. Koch, 1867) — Griekenland
  - Mediostoma humerale (C.L. Koch, 1839) — Griekenland, Albanië
  - Mediostoma izmiricum Snegovaya, Kurt & Yagmur, 2016 — Turkije
  - Mediostoma nigrum Martens, 2006 – Iran, Azerbeidzjan
  - Mediostoma pamiricum Starega, 1987 — Tadzjikistan
  - Mediostoma stussineri (Simon, 1885) — Griekenland
  - Mediostoma talischense (Morin, 1937) – Azerbeidzjan
  - Mediostoma variabile Martens, 20e 006 – Iran, Azerbeidzjan
  - Mediostoma vitynae (Roewer, 1928) — Griekenland
- Mitostoma Roewer, 1951
  - Mitostoma alpinum (Hadži, 1931) — Europa
  - Mitostoma anophthalmum (Fage, 1946) — Italië
  - Mitostoma atticum (Roewer, 1928) — Griekenland
  - Mitostoma cancellatum (Roewer, 1917) — Balkan
  - Mitostoma carneluttii Hadži, 1973 – Montenegro
  - Mitostoma chrysomelas (Hermann, 1804) — Europa
  - Mitostoma daccordii Tedeschi & Sciaky, 1997 — Italië
  - Mitostoma fabianae Tedeschi & Sciaky, 1997 — Italië
  - Mitostoma gracile (Redikortsev, 1936) — Rusland, Georgië
  - Mitostoma macedonicum Hadži, 1973 – Noord-Macedonië
  - Mitostoma olgae (Silhavý, 1946) — Dalmatië, Montenegro, Noord-Macedonië
    - Mitostoma olgae decorum (Šilhavý, 1946)
    - Mitostoma olgae kratochvili (Šilhavý, 1946)
    - Mitostoma olgae olgae (Šilhavý, 1946)
    - Mitostoma olgae zorae Hadži, 1973

  - Mitostoma omalosum Roewer, 1951 — Italië
  - Mitostoma patrizii Roewer, 1958 — Italië
  - Mitostoma pyrenaeum (Simon, 1879) – Frankrijk/Spanje (Pyreneeën)
  - Mitostoma sabbadinii Tedeschi & Sciaky, 1997 — Italië
  - Mitostoma valdemonense Marcellino, 1977 — Italië
  - Mitostoma zmajevicae Hadži, 1973 — Noord-Macedonië
- Nemaspela Silhavý, 1966
  - Nemaspela abchasica (Ljovuschkin & Starobogatov, 1963)  – Rusland, Georgië
  - Nemaspela birsteini Levushkii, 1972 — Georgië
  - Nemaspela borkoae Kozel, Delić & Novak, 2020 — Montenegro
  - Nemaspela caeca (Grese, 1911) [=Phalangodes taurica (Lebedinskiy, 1914) per Chemeris (2009).] — Oekraïne (Krim)
  - Nemaspela femorecurvata Martens, 2006 — Georgië
  - Nemaspela gagrica Tchemeris, 2013 — Georgië
  - Nemaspela kovali Tchemeris, 2009 – Rusland
  - Nemaspela ladae Karaman, 2013 — Bosnië en Herzegovina
  - Nemaspela melouri Martens, Maghradze & Barjadze, 2021 – Georgië
  - Nemaspela prometheusi Martens, Maghradze & Barjadze, 2021 – Georgië
  - Nemaspela sokolovi (Ljovuschkin & Starobogatov, 1963) – Rusland
  - Nemaspela taurica (Lebedinski, 1914) — Oekraïne (Krim) (Maar zie mogelijk synoniem met Nemaspela caeca)
- Nemastoma C. L. Koch, in Hahn & C. L. Koch 1836
  - Nemastoma bidentatum Roewer, 1914 — Centraal-Europa
  - Nemastoma bidentatum bidentatum Roewer, 1914 — Centraal-Europa
    - Nemastoma bidentatum gruberi Novak, Slana Novak, Kozel & Raspotnig, 2021 — Centraal-Europa
    - Nemastoma bidentatum martensi Novak, Slana Novak & Raspotnig, 2021 – Slovenië
    - Nemastoma bidentatum schmidti Novak, Raspotnig & Slana Novak, 2021 — Centraal-Europa
    - Nemastoma bidentatum sneznikensis Novak, Komposch, Slana Novak & Raspotnig, 2021 – Slovenië
    - Nemastoma bidentatum sparsum Gruber & Martens, 1968 — Centraal-Europa

  - Nemastoma daciscum Koch, 1869 – (?) [Insertae sedis].
  - Nemastoma dentigerum Canestrini, 1873 — Italië
  - Nemastoma kozari Novak, Kozel, Podlesnik & Raspotnig, 2021 — Bosnië en Herzegovina
  - Nemastoma lilliputanum (H. Lucas, 1847) — Algerije
  - Nemastoma lugubre (Müller, 1776) — Europa
  - Nemastoma pluridentatum (Hadži, 1973) – Balkans
  - Nemastoma relictum Gruber & Martens, 1968 – Oostenrijk (=Nemastoma bidentatum relictum)
  - Nemastoma rude Simon, 1881 — Frankrijk (Alpen)
  - Nemastoma schuelleri Gruber & Martens, 1968 – Oostenrijk
  - Nemastoma transsylvanicum Gruber & Martens, 1968  – Romania
  - Nemastoma triste (C. L. Koch, 1835) — Centraal-Europa (= C. L. Koch in Herrich-Schäffer, 1835)
- Nemastomella Mello-Leitão, 1936
  - Nemastomella armatissima (Roewer, 1962) — Portugal
  - Nemastomella bacillifera (Simon, 1879) — Europa
    - Nemastomella bacillifera bacillifera (Simon, 1879) — Frankrijk/Spanje (Pyrenees)
    - Nemastomella bacillifera carbonaria (Simon, 1907) — Spanje

  - Nemastomella cristinae (Rambla, 1969) — Spanje
  - Nemastomella dentipatellae (Dresco, 1967) — Spanje
  - Nemastomella dipentata (Rambla, 1959) — Spanje
  - Nemastomella dubia (Mello-Leitão, 1936) — Spanje [Inc. N. integripes Mello-Leitão, 1936 per Staręga 1987: 303].
  - Nemastomella gevia Prieto, 2004— Spanje
  - Nemastomella hankiewiczii (Kulczyński, 1909) — Portugal
  - Nemastomella iberica (Rambla in Dresco, 1967)— Spanje
  - Nemastomella maarebensis (Simon, 1913) — Algeria
  - Nemastomella manicata (Simon, 1913) — Spanje
  - Nemastomella monchiquensis (Kraus, 1961) — Portugal
  - Nemastomella spinosissima (Kraus, 1961) — Spanje
- Paranemastoma Redikorzew, 1936
  - Paranemastoma aeginum (Roewer, 1951) — Griekenland
  - Paranemastoma amseli (Roewer, 1951) — Italië
  - Paranemastoma amuelleri (Roewer, 1951) — Noord-Macedonië
  - Paranemastoma ancae Avram, 1973 — Romania
  - Paranemastoma armatum (Kulczynski, 1909) — Zuidoost-Europa
  - Paranemastoma aurigerum (Roewer, 1951)
    - Paranemastoma aurigerum aurigerum Roewer, 1951 — Bulgarije
    - Paranemastoma aurigerum joannae Starega, 1976 — Bulgarije
    - Paranemastoma aurigerum ryla (Roewer, 1951) — Bulgarije

  - Paranemastoma aurosum (L. Koch, 1869) — Griekenland
  - Paranemastoma bacurianum (Mkheidze, 1959) — Georgië
  - Paranemastoma beroni Mitov, 2011 — Bulgarije
  - Paranemastoma bicuspidatum (C. L. Koch, 1835) — Centraal-Europa
  - Paranemastoma bolei (Hadži, 1973) — Noord-Macedonië
  - Paranemastoma brevipalpatum (Roewer, 1951) — Spanje
  - Paranemastoma bureschi (Roewer], 1926) — Bulgarije, Tunisia
  - Paranemastoma caporiaccoi (Roewer, 1951) — Italië
  - Paranemastoma carneluttii (Hadži, 1973) — Montenegro (= Misspeltnaam "corneluttii")
  - Paranemastoma corcyraeum (Hadži, 1973) — Griekenland (Corfu)
  - Paranemastoma emigratum (Roewer, 1959 — India
  - Paranemastoma ferkeri (Roewer, 1951) — Turkije
  - Paranemastoma filipes (Roewer, 1917) — Zuidelijke Kaukasus, Iran
  - Paranemastoma gostivarense (Hadži, 1973) — Noord-Macedonië
  - Paranemastoma ikarium (Roewer, 1951) — Griekenland
  - Paranemastoma ios (Roewer, 1917) — Griekenland (Sporaden)
  - Paranemastoma iranicum Martens, 2006 – Iran
  - Paranemastoma kaestneri (Roewer, 1951) — Griekenland
  - Paranemastoma kalischevskyi (Roewer, 1951) - Caucus
  - Paranemastoma karolianum Çorak Öcal, Bayram, Yiğit & Sancak, 2017 — Turkije
  - Paranemastoma kochii (Nowicki, 1870) — Centraal-Europa, Zuidoost-Europa
  - Paranemastoma  longipalpatum (Roewer, 1951) — Griekenland
  - Paranemastoma longipes (Schenkel, 1947) — Zuidoost-Europa
  - Paranemastoma macedonicum (Hadži, 1973)  — Noord-Macedonië
  - Paranemastoma machadoi (Roewer, 1951) — Spanje
  - Paranemastoma mackenseni (Roewer, 1923) — Servië
  - Paranemastoma montenigrinum (Nosek, 1904) — Montenegro
  - Paranemastoma monticola (Babalean, 2011) — Romania
  - Paranemastoma multisignatum (Roewer, 1919) — Noord-Macedonië (= Misspeltnaam "multisignaltum")
  - Nemastoma nigrum Hadzi, 1973 — Noord-Macedonië
  - Paranemastoma perfugium (Roewer, 1951) — Italië
  - Paranemastoma quadripunctatum (Perty, 1833) — Europa
  - Paranemastoma radewi (Roewer, 1926) — Zuidoost-Europa
  - Paranemastoma redikorzevi (Roewer, 1951) — Ukraine (= "Paranemastoma roeweri" Starega, 1978)
  - Paranemastoma santorinum (Roewer, 1951) — Griekenland
  - Paranemastoma senussium (Roewer, 1951) – Lybia
  - Paranemastoma sillii (Hermann, 1871) — Centraal-Europa
  - Paranemastoma simplex (Giltay, 1932) — Griekenland
  - Paranemastoma sketi Hadži, 1973 — Centraal-Europa, Zuidoost-Europa
  - Paranemastoma superbum Redikorzev, 1936 — Georgië, Turkije (zie opmerking in Paranemastoma supersum (Roewer, 1951))
  - Paranemastoma thessalum (Simon, 1885) — Griekenland
  - Paranemastoma titaniacum (Roewer, 1914) — Zuidoost-Europa
  - Paranemastoma umbo (Roewer, 1951) — Georgië
  - Paranemastoma werneri Kulczynski, 1903 — Klein-Azië
- Pyza Starega, 1976
  - Pyza anatolica (Roewer, 1959) — Turkije
  - Pyza bosnica (Roewer, 1916) — Balkan
  - Pyza navarrense (Roewer, 1951) — Griekenland
  - Pyza taurica Gruber, 1979 — Turkije
- Saccarella Schönhofer & Martens, 2012
  - Saccarella schilleri Schönhofer & Martens, 2012 — Italië
- Sinostoma Martens, 2016
  - Sinostoma yunnanicum Martens, 2016 — China
- Starengovia Snegovaya, 2010
  - Starengovia ivanloebli Martens, 2017 — Pakistan
  - Starengovia kirgizica Snegovaya, 2010 — Kirgizië
  - Starengovia quadrituberculata Zhang & Martens, 2018 — China
- Vestiferum Martens, 2006
  - Vestiferum alatum Martens, 2006 —Georgië, Turkije
  - Vestiferum funebre (Redikorzev, 1936) — Georgië (Abchazië), Rusland, Turkije(?)

### Onderfamilie Ortholasmatinae
- Asiolasma Martens, 2009
  - Asiolasma ailaoshan (Zhang, Zhao & Zhang, 2018) — China
  - Asiolasma angka (Schwendinger & Gruber, 1992) — Thailand
  - Asiolasma billsheari Martens, 2019 - China
  - Asiolasma damingshan (Zhang & Zhang, 2013) — China
  - Asiolasma juergengruberi Martens, 2019 — China
  - Asiolasma schwendingeri Martens, 2019 — Vietnam
- Cladolasma Suzuki, 1963
  - Cladolasma parvulum Suzuki, 1963 — Japan
- Cryptolasma Cruz-López, Cruz-Bonilla & Francke, 2018
  - Cryptolasma aberrante Cruz-López, Cruz-Bonilla & Francke, 2018 — Mexico
  - Cryptolasma citlaltepetl Cruz-López, Cruz-Bonilla & Francke, 2018 — Mexico
- Dendrolasma Banks, 1894
  - Dendrolasma mirabile Banks, 1894 — USA (Washington)
  - Dendrolasma dentipalpe Shear & Gruber, 1983 — USA (Californië)
- Martensolasma Shear, 20064
  - Martensolasma catrina Cruz-López, 2017 — Mexico
  - Martensolasma jocheni Shear, 2006 — Mexico

- Ortholasma Banks, 1894
  - Ortholasma colossus Shear, 2010 — USA (Californië)
  - Ortholasma coronadense Cockerell, 1916 — USA (Californië, Coronado-eilanden).
  - Ortholasma levipes Shear &  Gruber, 1983 — USA (Californië)
  - Ortholasma pictipes Banks, 1911 — USA (Californië)
  - Ortholasma rugosum Banks, 1894 — USA (Californië)
- Trilasma Goodnight & Goodnight, 1942
  - Trilasma bolivari (Goodnight & Goodnight, 1942) — Mexico
  - Trilasma chipinquense Shear, 2010  — Mexico
  - Trilasma hidalgo Shear, 2010  — Mexico
  - Trilasma petersprousei Shear, 2010 — Mexico
  - Trilasma ranchonuevo Shear, 2010 — Mexico
  - Trilasma sbordonii (Silhavý, 1973) — Mexico
  - Trilasma tempestado Shear, 2010 — Mexico
  - Trilasma trispinosum Shear, 2010 — Mexico
  - Trilasma tropicum Shear, 2010 — Honduras

### incertae sedis
- † Rhabdotarachnoides Haupt, 1956 — fossiel
  - † Rhabdotarachnoides simoni Haupt, 1956 — Perm

Fossielen:
- † Halitherses Giribet & Dunlop, 2005
  - † Halitherses grimaldii Giribet & Dunlop, 2005 — fossiel: Krijt (Cenomanien) Birmees barnsteen (Birmiet),[3]

- †Mitostoma denticulatum (Koch & Berendt, 1854) — fossiel: Baltisch barnsteenfossiel: Oligoceen (= †Nemastoma denticulatum, plus synoniem †Nemastoma succineum Roewer, 1939).

- †Histricostoma tuberculatum (Koch & Berendt, 1854) — fossiel: Baltisch barnsteenfossiel: Oligoceen (= †Nemastoma tuberculatum).

(Exclusief †Nemastoma clavigerum Menge, 1854 — fossiel, see Sabacon claviger (Menge, 1854) in het gezin Sabaconidae).